# USS Compton (DD-705)
El USS Compton (DD-705) fue un destructor de la clase Allen M. Sumner en servicio con la Armada de los Estados Unidos de 1944 a 1972 y transferido a Brasil (CT Mato Grosso (D-34)).

## Construcción
Fue construido por Federal Shipbuilding and Dry Dock Company (Nueva Jersey), siendo colocada la quilla en marzo de 1944. Fue botado el casco en septiembre del mismo año. Y entró en servicio en noviembre.

## Historia de servicio
Tras su servicio en EE. UU. (1944-1972), fue transferido a la marina de guerra de Brasil y recibió el nombre CT Mato Grosso (D-34). Fue incorporado a la Força de Contratorpedeiros. Causó baja en 1990. Fue hundido por un misil Exocet AM 39 disparado por un SH-3A Sea King.